# Sphingonotus maroccanus
Sphingonotus maroccanus är en insektsart som beskrevs av Boris Petrovich Uvarov 1930. Sphingonotus maroccanus ingår i släktet Sphingonotus och familjen gräshoppor. Inga underarter finns listade i Catalogue of Life.